# 凯文主义
凯文主义（德語：Kevinismus）在德语中是指给子女取带有异国情调的时髦名字，而非传统德语人名的现象，通常被认为是社会地位低下的体现。这些名字大多从英语美洲文化传入德国，其中的典型案例即为凯文（Kevin）。1990年的美国喜剧电影《小鬼当家》（引进德国时的片名是，其中包括主角的名字）据称是1991年凯文成为德国最流行的新生男孩名字的一大原因。同年上映的电影《与狼共舞》的主演凯文·科斯特纳也经常被视作凯文一名流行于德国的另一原因。两片都于1991年在德国上映，是当年最成功的两部电影。
有时，“尚塔尔主义”（德語：Chantalismus）会被用作凯文主义的女性版同义词，尚塔尔（Chantal）这一名字源自法语。

## 概述
德国社会学家曾从各方面探讨社会经济地位较低的父母是否更可能给子女取英美式或其他异国名字这一问题，但学界未有共识。由于凯文一名是突然流行起来的，所以形容这种滥俗现象的“凯文主义”（或“尚塔尔主义”）最早出现于讽刺网站伪基百科，之后被媒体所采用。
2009年，奥尔登堡大学的一篇硕士论文指出，教师可能会因部分学生的名字而心生偏见。例如，德国教师们可能会认为叫“凯文”（源自爱尔兰的英式人名）的德国儿童容易有寻求关注的表现，学习成绩可能也更差，其家庭的社会经济地位可能也较低。但也有人称无法断定这一点是否会导致学生受到不公待遇。据了解，这种偏见在德国西部的教师中更为普遍。在德国旧联邦州，很多人会将具有英语或其他异国名字的人视作典型的“东德佬”（德語：Ossi）特点。在两德统一之前的20年里，东德人取英语名字的现象格外流行，这种现象在东德中产阶层也较为流行。而在当今德国，特别是在现代德国西部地区，取异国名字通常被视作社会下层现象。
“阿尔法凯文”（德語：Alpha-Kevin）一词是阿尔法男人和凯文一名的结合体，指代特别无知的男青年。在2015年的年度德语词网上投票中，该词一度高居榜首，更是年度青年用词的有力竞争者。但后来该词因含有对名叫凯文者的歧视而从榜单中剔除。从语言学角度来看，德国的“凯文主义”现象，即流行人名在一定时期被赋予负面含义，甚至被用作侮辱性语言的情况并不新鲜。在过去，被歧视的人名有霍斯特（Horst）、德特勒夫（Detlef）、乌席（Uschi，乌尔苏拉［Ursula］的简称）以及海尼（Heini，海因里希［Heinrich］的简称）。
2015年9月，在一场主题为“人名的社会标记性”的会议上，专名学家、语言学家达玛丽斯·尼布林（Damaris Nübling）提出，德国发生了一场针对凯文、尚塔尔等人名的“抹黑行动”，批判与那些人名相关的负面言论是“非常粗鄙的反调”。